# Blyth (Nottinghamshire)
Blyth – wieś w Anglii, w hrabstwie Nottinghamshire, w dystrykcie Bassetlaw. Leży 48 km na północ od miasta Nottingham i 217 km na północ od Londynu.